# 丁烷
丁烷，又称正丁烷，是一种有机化合物，分子式为C
4H
10，结构式为CH
3CH
2CH
2CH
3。丁烷在常温常压下是一种无色、易液化、易燃的气体。它最早由英国化学家爱德华·弗兰克兰于1849年发现。

## 同分异构体
正丁烷有同分异构体 —— 异丁烷。
| 普通命名    | IUPAC命名  | 结构简式                  | 结构式 |
| ----------- | ---------- | ------------------------- | ------ |
| 丁烷 正丁烷 | 丁烷       | CH3CH2CH2CH3 CH3(CH2)2CH3 |        |
| 异丁烷      | 2-甲基丙烷 | (CH3)2CHCH3               |        |

## 性质和用途
在有充足的氧气的情況下，丁烷燃烧时會产生二氧化碳和水蒸气：
{\displaystyle {\rm {2{C_{4}H_{10}}_{(g)}+13{O_{2}}_{(g)}\rightarrow 8{CO_{2}}_{(g)}+10{H_{2}O}_{(l)}}}}
如果氧气不足，会产生水蒸气和碳（炭黑）或一氧化碳。
{\displaystyle {\rm {2{C_{4}H_{10}}_{(g)}+9{O_{2}}_{(g)}\rightarrow 8CO_{(g)}+10{H_{2}O}_{(l)}}}}
{\displaystyle {\rm {2{C_{4}H_{10}}_{(g)}+5{O_{2}}_{(g)}\rightarrow 8C_{(s)}+10{H_{2}O}_{(l)}}}}
丁烷在空气中燃烧产生的最高火焰温度为2243 K（1970 °C）。
丁烷是石油裂化反应的产品之一。作为一种石油产品，正丁烷的日常用途包括家用液化石油气，亦用於打火机和可攜式丁烷氣爐中作燃料。
正丁烷是杜邦法合成马来酸酐的原料，此反应的催化剂是焦磷酸钒酰（(VO)2(P2O7)）。
{\displaystyle {\rm {2{C_{4}H_{10}}_{(g)}+7{O_{2}}_{(g)}\rightarrow 2{C_{2}H_{2}(CO)_{2}O}+8{H_{2}O}_{(l)}}}}
此外，丁烷还可以用来合成丁烯、二硫化碳等。
正丁烷通过自由基取代反应生成各种氯代丁烷。取代时，两种氢原子的取代速率不同，这是因为两种C-H键键能不同，归根结底是因为生成的两种自由基稳定性不同。在2-位取代生成的仲丁基自由基较稳定，因此该种氢较易被取代。
正丁烷的爆炸极限是1.6%至8.5%（体积），异丁烷的爆炸极限是1.9%至8.4%（体积）。

## 脚注
1. ↑  CID 7843 from PubChem
2. ↑  W. B. Kay. . Standard Oil Company.   [2014-08-01]. （原始内容存档于2019-12-14）.
3. ↑   (PDF). USA: Matheson Tri-Gas Incorporated. 2011-02-05  [2011-12-11]. （原始内容 (PDF)存档于2011-10-01）.
4. ↑   (PDF).   [2017-07-08]. （原始内容存档 (PDF)于2017-04-17）.

## 外部連結
- International Chemical Safety Card 0232（页面存档备份，存于）
- NIOSH Pocket Guide to Chemical Hazards（页面存档备份，存于）